# Wolfgang Ertel (Informatiker)
Wolfgang Ertel (* 1959 in Laufenburg) ist ein deutscher Informatiker und Hochschullehrer.
Wolfgang Ertel wurde in Laufenburg (Aargau) geboren und ist in Leutkirch im Allgäu aufgewachsen. Er studierte Mathematik und Physik an der Universität Konstanz und promovierte 1992 an der TU München mit der Dissertation Parallele Suche mit randomisiertem Wettbewerb in Inferenzsystemen. Von der Gründung 1994 bis Februar 2021 war Ertel Leiter des Instituts für Künstliche Intelligenz (IKI) an der Hochschule Ravensburg-Weingarten. 2006 gewann er den Landeslehrpreis Baden-Württemberg.
Ertels Lehrgebiete sind hauptsächlich künstliche Intelligenz, Nachhaltigkeit, Lernfähige Roboter, Mathematik, Theoretische Informatik und Kryptographie. Er forscht zur künstlichen Intelligenz, zum maschinellen Lernen und zu intelligenten autonomen mobilen Robotern.
Im Mai 2021 demonstrierte Ertel auf dem Gelände der Hochschule Ravensburg-Weingarten gegen die permanente Beheizung von Hörsälen und für eine intelligente Heizungssteuerung. Dazu kletterte er gemeinsam mit zwei Klimaaktivisten auf einen Baum und entrollte ein Transparent. Weil er die Demonstration nicht angemeldet hatte, wurde Ertel im April 2022 vom Amtsgericht Ravensburg zu einer Geldstrafe von 4.000 Euro verurteilt. Das Urteil ist nicht rechtskräftig; sowohl Ertel als auch die Staatsanwaltschaft haben Berufung eingelegt.

## Publikationen (Auswahl)
- Angewandte Kryptographie. Hanser Verlag, 2001, 3. Auflage 2007, ISBN 978-3446411951.
- Grundkurs Künstliche Intelligenz. Vieweg Verlag, 2008 (auf Englisch unter dem Titel Introduction to Artificial Intelligence. Springer Verlag, 2010).